# Deep Blue (album)
Deep Blue – trzeci studyjny album australijskiej grupy Parkway Drive wykonującej metalcore. Nagranie albumu odbyło się w Los Angeles od 23 marca do 18 kwietnia. Wydany 25 czerwca 2010 nakładem wytwórni Epitaph Records. W Polsce dystrybutorem płyty jest Sonic Records.

## Komponowanie i nagrywanie
Nagranie albumu zostało dokonane w marcu – kwietniu 2010, komponowanie materiału na płytę odbywało się w rodzinnym mieście zespołu Byron Bay w ciągu sześciu miesięcy poprzedzających wejście do studia. W zapowiedzi albumu na blogu zespołu w serwisie Myspace wokalista i autor tekstów Winston McCall wyjaśnił iż przesłanie, które niesie "Deep Blue" w zasadzie dotyczy poszukiwania prawdy w świecie, który wydaje się być go pozbawiony. Jest to historia opowiedziana oczami człowieka, który budzi się i zdaje sobie sprawę, że jego życie jest kłamstwem i nic w co wierzy nie jest realne. Stara się więc odnaleźć prawdę w sobie, a ta podróż zabiera go do dna oceanu i z powrotem.

## Wydanie i promocja
18 maja Parkway Drive umieścić utwór "Sleepwalker" się na swoim profilu MySpace, a także poinformował, że album jest dostępny w przedsprzedaży i podglądzie przez iTunes Store. Nagranie wideo do utworu "Sleepwalker" odbyło się w Brisbane w Australii a Kevin Call z Comeback Kid odegrał w nim epizodyczną rolę. 16 czerwca utwór "Unrest" został udostępniony w transmisji strumieniowej na MySpace Parkway Drive. 18 czerwca album wyciekł do internetu i pojawił się na różnych witrynach peer to peer. Już następnego dnia album w całości pojawił się na YouTube i podobnych serwisach. Według licznych uwag zespołu zamieszczonych w serwisach Facebook i MySpace, przesyłki z albumem zakupione w przedsprzedaży zostały dostarczone w niewłaściwym czasie (zbyt wcześnie) i to spowodowało zamieszanie, gdyż albumy zamówione przez australijskich nabywców zostały przez pocztę dostarczone na tydzień przed datą wydania. 22 czerwca Parkway Drive udostępnił w całości "Deep Blue" na swojej stronie w Myspace.
Album promowały trzy single, do których nakręcono teledyski "Sleepwalker" (2010), "Karma" (2010), "Unrest" (2011).

## Lista utworów
1. "Samsara" 	1:45
2. "Unrest" 	2:25
3. "Sleepwalker" 	4:08
4. "Wreckage" 	3:08
5. "Deadweight" 	3:57
6. "Alone" 	4:44
7. "Pressures" 	3:30
8. "Deliver Me" 	4:22
9. "Karma" 	3:54
10. "Home Is for the Heartless" 4:17
11. "Hollow" 	3:06
12. "Leviathan I" 	3:57
13. "Set to Destroy" 	1:32

## Twórcy
Skład grupy
- Winston McCall – śpiew
- Jeff Ling – gitara
- Luke Kilpatrick – gitara
- Ben Gordon – perkusja
- Jia O'Connor – gitara basowa

Inni
- Brett Gurewitz (Bad Religion) – śpiew w utworze "Home Is For The Heartless"
- Marshall Lichtenwaldt (The Warriors)- wokal w utworze "Hollow"
- Joe Barresi – producent
- Brian Gardner – mastering
- Dan Mummford – grafika